# The Kissing Booth
The Kissing Booth (bra: A Barraca do Beijo; prt: A Banca dos Beijos) é um filme americano de comédia romântica de 2018, escrito e dirigido por Vince Marcello, baseado no romance homônimo de 2012 escrito por Beth Reekles. Estrelado por Joey King, Jacob Elordi e Joel Courtney, a trama segue Elle (King), uma adolescente divertida e um pouco atrasada em questões amorosas, cuja paixão crescente por Noah (Elordi), um veterano do colégio e típico "bad boy", coloca em risco sua amizade de infância com Lee (Courtney), o irmão mais novo de Noah.
The Kissing Booth foi lançado na Netflix em 11 de maio de 2018 e foi considerado um sucesso comercial pela plataforma, graças à grande audiência entre os assinantes, levando à eventual produção de uma trilogia. Apesar disso, o filme foi amplamente criticado pela imprensa especializada, que considerou sua história e seus temas clichês e misóginos. A sequência, The Kissing Booth 2, foi lançada em 24 de julho de 2020, e o terceiro filme, The Kissing Booth 3, estreou em 11 de agosto de 2021.

## Premissa
Elle Evans é uma adolescente que, após criar uma barraca do beijo para arrecadar fundos para sua escola, se vê apaixonada por Noah Flynn, o irmão mais velho de seu melhor amigo, Lee. A partir desse momento, Elle precisa lidar com os desafios de manter sua amizade com Lee enquanto vive um romance complicado com Noah, desafiando regras, sentimentos e expectativas.

## Elenco
- Joey King como Rochelle "Elle" Evans, melhor amiga de infância de Lee e namorada de Noah
- Joel Courtney como Lee Flynn, melhor amigo de Elle, irmão mais novo de Noah e namorado de Rachel
- Jacob Elordi como Noah Flynn, irmão mais velho de Lee, interesse amoroso (e depois namorado) de Elle
- Meganne Young como Rachel, namorada de Lee
- Stephen Jennings como Mike Evans, pai de Elle
- Chloe Williams como Joni Evans, mãe de Elle
- Carson White como Brad Evans, irmão mais novo de Elle
- Molly Ringwald como Sara Flynn, mãe de Noah e Lee, e figura materna para Elle
- Morné Visser como Sr. Flynn, pai de Noah e Lee
- Jessica Sutton como Mia, uma garota popular e maldosa da escola que tem uma quedinha por Noah; líder do grupo do OMG (Olivia, Mia e Gwyneth)
- Zandile Madliwa como Gwyneth, amiga de Mia e uma das garotas do OMG
- Bianca Bosch como Olivia, amiga de Mia e uma das garotas do OMG
- Michelle Allen como Heather, uma estudante gótica
- Joshua Eady como Tuppen, um jogador de futebol que assedia Elle, depois tenta sair com ela, mas a deixa plantada após ser ameaçado fisicamente por Noah
- Byron Langley como Warren
- Judd Akron como Ollie
- Frances Sholto-Douglas como Vivian
- Evan Hengst como Miles
- Sanda Shandu como Randy
- Hilton Pelser como Barry
- Trent Rowe como Melvin
- Nathan Lynn como Cameron

## Produção
Em junho de 2014, Vince Marcello foi contratado para escrever a adaptação cinematográfica do romance young adult The Kissing Booth, da autora adolescente Beth Reekles, originalmente publicado na plataforma Wattpad. Em novembro de 2016, foi anunciado que a Netflix havia adquirido os direitos do filme, e que Marcello também seria o diretor. Em janeiro de 2017, Joey King e Molly Ringwald foram confirmadas no elenco principal.
As gravações ocorreram em Los Angeles, Califórnia, e na Cidade do Cabo, África do Sul, com cenas gravadas na Universidade da Cidade do Cabo e no parque temático Ratanga Junction (que foi fechado em 2018), entre janeiro e abril de 2017.

## Lançamento
O filme foi lançado em 11 de maio de 2018 na Netflix. Segundo a própria plataforma, um em cada três espectadores reassistiu ao longa, "o que é um índice 30% maior que a média de revisualizações de filmes no serviço." Considerando o sucesso expressivo, o diretor de conteúdo (CCO) da Netflix, Ted Sarandos, declarou que The Kissing Booth foi "um dos filmes mais assistidos do país, e talvez do mundo." Quando a sequência foi lançada, em julho de 2020, o primeiro filme voltou ao topo e se tornou o terceiro mais assistido da Netflix naquele fim de semana.

## Recepção

### Resposta da crítica
The Kissing Booth foi duramente criticado pela crítica especializada. No agregador de críticas Rotten Tomatoes, o filme possui uma aprovação de 15%, com base em 13 avaliações, e uma classificação média de 4,1/10. O consenso dos críticos no site diz: "The Kissing Booth usa todos os clichês das comédias românticas possíveis, sem se preocupar em transmitir qualquer sentimento verdadeiro."
Kate Erbland, do IndieWire, deu ao filme uma nota "D", dizendo que: "Infelizmente, a comédia romântica ambientada no ambiente escolar é uma visão sexista e regressiva sobre os relacionamentos, destacando os piores impulsos do gênero." Ani Bundel, do NBC News, criticou a "esteriotipação problemática da masculinidade e dos relacionamentos" no filme, além da falta de ideias originais. Ela escreveu: "Parece que foi escrito por alguém que simplesmente digeriu tudo o que foi dito que 'romance' deveria ser pelo patriarcado e vomitou de volta para nós. Quase todo clichê no filme parece retirado de outro filme, como uma música feita completamente de amostras de sucessos mais conhecidos."
Apesar de ser considerado "sexista" e "objetivamente ruim" por vários críticos, The Kissing Booth foi amplamente consumido pelo público. O CCO da Netflix, Ted Sarandos, afirmou o sucesso do longa como um "filme original de algo extremamente popular" para a plataforma. Alguns dos fatores apontados como razões para o sucesso do filme entre o público incluem a popularidade do romance original no Wattpad, a relativa escassez de comédias românticas originais na plataforma e a divulgação do relacionamento fora das telas entre os atores King e Elordi durante a produção do filme.

### Nomeações
No Kids 'Choice Awards de 2019, The Kissing Booth foi indicado para Filme Favorito e King ganhou Atriz Favorita por seu papel.

## Sequências
Em 14 de fevereiro de 2019, uma sequência, intitulada The Kissing Booth 2, foi anunciada. Foi lançada em 24 de julho de 2020, na Netflix.

Um terceiro filme, The Kissing Booth 3, foi anunciado em 26 de julho de 2020, por meio de uma transmissão ao vivo. As filmagens ocorreram diretamente após o segundo filme, com a maioria do elenco e da equipe retornando. O filme foi lançado em 11 de agosto de 2021.